# ちぃ
ちぃとは日本の女性Adobe Flashアニメーション作家、漫画家、デザイナー。コミカルで可愛らしい作風を持つ。代表作の『モフ☆モフ』のアニメーション制作では、監督、作画、動画、脚本、声優、一部音楽を一人で手がけた。2008年11月から小学館の女児向けキャラクター・ホビー誌「ぷっちぐみ」にて漫画家としてもデビューし、連載初回のアンケートでは企画人気1位を獲得した。びたみんちぃ、ビタミンチーなどとも呼ばれる。

## 来歴
イギリスおよびスペインにある大学の商業デザイン学部を卒業後、Web広告、子供服デザインの仕事を経て、独学でFlashアニメーションを習得した。処女作である『モフ☆モフ』は、子供服デザインの際によく描いていた、1頭身、2頭身のキャラクターの世界観を膨らませて制作した。この作品は、ネットアニメのポータルサイト『ライブドアネットアニメ』に投稿され、インディーズ作家デビューの登竜門である「ネトアニグランプリ」において金賞を受賞し、ちぃはFlashアニメーション作家としてデビューした。2008年10月、最初のDVD「モフ☆モフはっぴぃになる魔法」をコロムビアミュージックエンタテインメントより発売。同年11月から小学館の女児向けキャラクター・ホビー誌「ぷっちぐみ」にて漫画家としてもデビューし、連載初回アンケートでは企画人気1位を獲得した。

## 主な作品
モフ☆モフ
地球からはるか離れたモフ星人のモフたちと双子のメル、ミル姉妹、そしてワンコやニャンコ、その他多数の登場人物（登場モフ）たちによる、彼女いわく「歌って踊るアホかわいいアニメ」。また、漫画版が『ぷっちぐみ』で2015年12月号まで連載された。
ササクレパンダ
ぬいぐるみのパンダを見ていた彼女が、衝動的にアニメーションとして動かしたくなったという理由から実験的に制作された作品。
ふわもこたんていぱにゃにゃ
『ぷっちぐみ』で2016年4月号より連載中。